# K.D. Aubert
Karen Denise Aubert, nota anche con lo pseudonimo di K.D Rose (Shreveport, 6 dicembre 1978), è una modella e attrice statunitense.

## Biografia
Di origini afroamericane e creole, K.D. Aubert si è laureata alla San Diego State University. Come modella ha sfilato per Victoria's Secret e altre marche. 
Nel 1999 ha iniziato una carriera di attrice, interpretando tre episodi della serie televisiva Ragazze a Beverly Hills. Nel 2002 ha recitato nel film Il Re Scorpione, nel 2003 interpreta il ruolo della cacciatrice di colore Nikki Wood nella settima stagione della serie Buffy l'ammazzavampiri. Successivamente interpreta altri film, tra cui Hollywood Homicide e  Soul Plane. Nel 2007 da voce al personaggio di Platinum nel videogioco Def Jam Icon.
È apparsa anche in alcuni spot pubblicitari per la Bacardi, nonché in molti videoclip hip hop e R&B.

## Filmografia

### Cinema
- Il Re Scorpione (The Scorpion King), regia di Chuck Russell (2002)
- Friday After Next, regia di Marcus Raboy (2002)
- Hollywood Homicide, regia di Ron Shelton (2003)
- Dysenchanted, regia di Terri Miller - cortometraggio (2004)
- Soul Plane - Pazzi in aeroplano (Soul Plane), regia di Jessy Terrero (2004)
- In the Mix - In mezzo ai guai (In the Mix), regia di Ron Underwood (2005)
- The Grand, regia di Zak Penn (2007)
- Surfer, Dude, regia di S.R. Bindler (2008)
- Still Waiting..., regia di Jeff Balis (2009)

### Televisione
- Ragazze a Beverly Hills (Clueless) - serie TV, episodi 3x10-3x11-3x13 (1999)
- Kidnapped - serie TV (2002)
- Buffy l'ammazzavampiri (Buffy the Vampire Slayer) - serie TV, episodio 7x14-7x17 (2003)
- Frankenfish, regia di Mark A.Z. Dippé - film TV (2004)
- Bones - serie TV, episodio 1x04 (2005)
- CSI: NY - serie TV, episodio 4x03 (2007)

## Doppiatrici italiane
Nelle versioni in italiano delle opere in cui ha recitato, Daniella Alonso è stata doppiata da:
- Eleonora De Angelis in Soul Plane - Pazzi in aeroplano, Frankenfish - Pesci mutanti
- Elena Morara in CSI: NY